# Ciervo Nara Merida Cycling Team
Ciervo Nara Merida Cycling Team was een wielerploeg die een Japanse licentie had. De ploeg bestond tussen 2013 en 2016. Ciervo Nara Merida kwam uit in de Continentale circuits van de UCI. Kotaro Yokoyama was de manager van de ploeg. De ploeg boekte in zijn bestaan geen professionele overwinningen.